# Concerts per a piano K. 107 (Mozart)
Els Tres concerts per a piano K 107, són tres concerts per a teclat de Wolfgang Amadeus Mozart, tots ells basats en sonates de Johann Christian Bach. Aquestes sonates procedeixen de l'opus 5 de Christian Bach; Mozart transformà la Sonata núm. 2 en re major, la Sonata núm. 3 en sol major, i la Sonata núm. 4 en mi bemoll major en aquests Tres concerts per a piano, i porten el número de catàleg K 107:
- Concert per a piano KV 107 núm. 1 en re major
- Concert per a piano KV 107 núm. 2 en sol major
- Concert per a piano KV 107 núm. 3 en mi bemoll major

Aquests concerts no van ser publicats al catàleg Alte Mozart-Ausgabe, la primera edició completa de les obres de Mozart, de manera que no van quedar numerats en aquesta edició, la de Breitkopf&Härtel; en són l'excepció perquè els altres 27 concerts sí que apareixien. Quan aquestes obres van ser afegides, es va poder apreciar que Mozart va compondre exactament 30 concerts per a teclat. Aquestes tres peces, com els quatre primers concerts (1-4) no són en realitat composicions pròpies, sinó arranjaments d'obres d'altres compositors.

## Concert per a piano K. 107 núm. 1
És en re major. Té tres moviments:
1. Allegro
2. Andante
3. Tempo di Menuetto

## Concert per a piano K. 107 núm. 2
És en sol major. Té dos moviments:
1. Allegro
2. Allegretto (amb quatre variacions).

## Concert per a piano K. 107 núm. 3
És en mi bemoll major. Té dos moviments:
1. Allegro
2. Rondó: Allegretto